# 子守国家

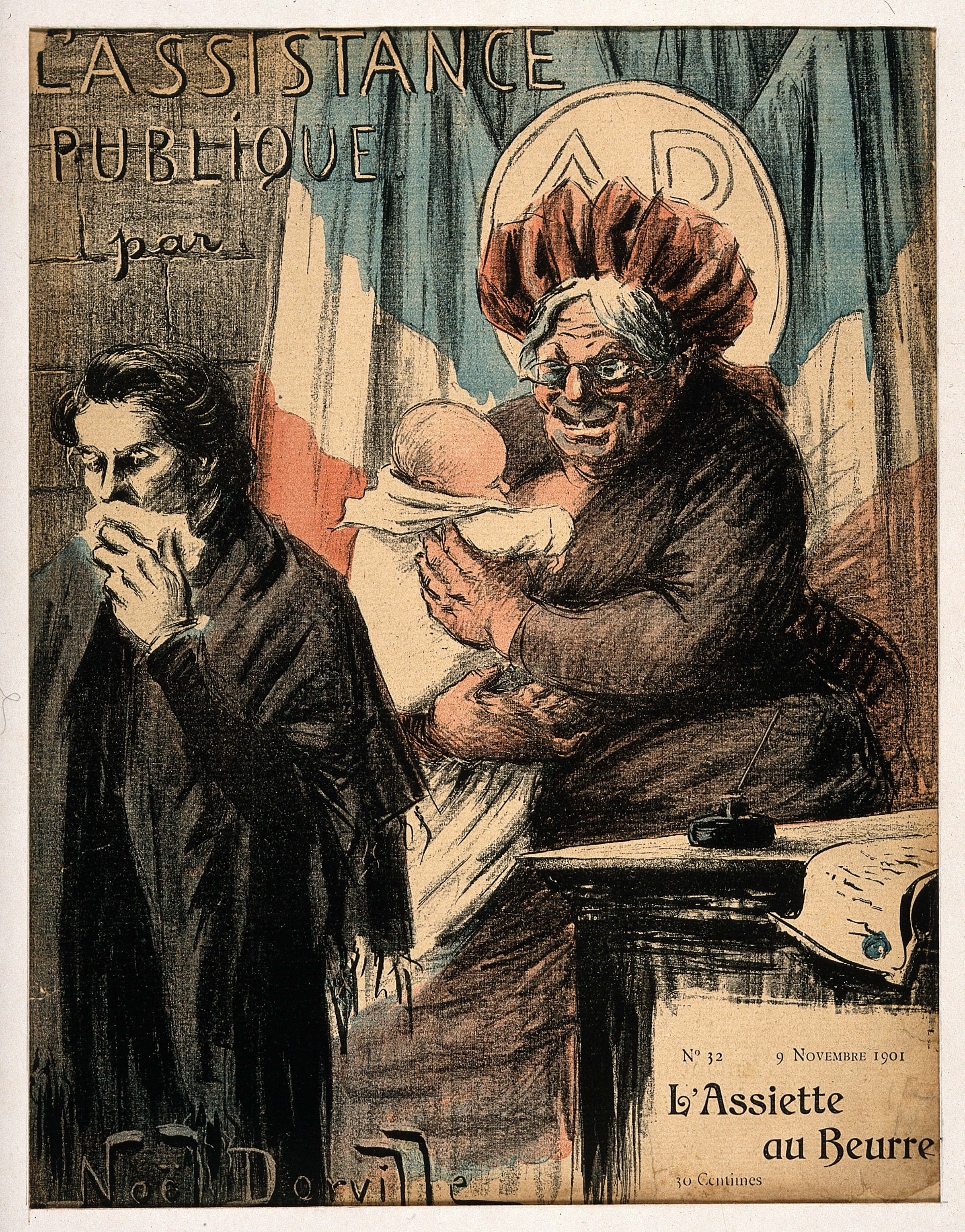
子守国家としてのフランスを象徴する年老いた乳母（wet nurse）と公衆衛生の提供者（,1901年によるリトグラフの風刺漫画の多色写真機械式複製品）

子守国家（こもりこっか、英: nanny state）はイギリス英語由来のイギリスの保守主義の用語である。それは政府ないしその政策が過保護あるいは、自由意志にたいして過度におせっかいである、という見方に導く。「子守国家」の用語は政府の役割をナニーが子供を育てる事、言う成れば子守に喩える。その用語のひとつの初期の用法は、The Spectatorの1965年12月3日付けの版においてイギリス保守党 議員 のイアン・マックロード（英語: Iain Macleod ）が「なんと私は子守国家と呼ぶことが好きなんだろう」と言及したことから由来する。